# Baie du Tamarin
La baie du Tamarin, ou baie de Tamarin, est une baie mauricienne située au sud-ouest de l'île Maurice. C'est ici que se trouve le village de Tamarin réputé chez les surfeurs. 